# Трусколаская, Агнешка
Агнешка Марианна Трусколаская, урождённая Маруновская (пол. Agnieszka Marianna Truskolaska; 1755, Варшава — 30 октября 1831, там же) — польская театральная актриса, певица и антрепренёр.

## Биография
Агнешка Маруновская родилась в 1775 году в Варшаве. В 1770 году она вышла замуж за актёра Томаша Трусколаского. В 1781 году у них родилась дочь Юзефа, впоследствии также ставшая известной актрисой.
В 1774 году Агнешка, вместе с мужем, вошла в труппу варшавского театра «Народовы» и вскоре начала исполнять ведущие роли, в основном первых любовниц. В 1779 году состоялся её дебют как певицы в опере Саккини «Лжебезумный ради любви» («Il finto pazzo per amore»). В 1780 году Агнешка, вместе с мужем и Казимиром Овсинским, уехала из Варшавы во Львов, где они основали первую в городе театральную антрепризу. Однако из-за конкуренции с немецкой труппой и финансовых затруднений они через некоторое время перебрались в Люблин, а в 1783 году вернулись в Варшаву.
В 1784—1785 году Агнешка Трусколаская гастролировала с труппой Войцеха Богуславского. Затем, с 1786 по 1789 и с 1791 по 1794 год она вновь выступала на сцене театра Народовы. Актриса играла как характерные, так и трагические роли, а также принимала участие в оперных постановках. Наиболее удачными в её исполнении были роли Меропы в одноимённой трагедии Вольтера, Евгении в одноимённой драме Бомарше и Камиллы в «Горации» Корнеля.
С 1796 года Трусколаская, вначале совместно с мужем, а после его смерти в 1797 году одна руководила Национальным театром в Варшаве. В 1799 году руководство перешло к Богуславскому, однако Агнешка осталась в его труппе. В 1803 году она оставила сцену, но продолжала иногда выступать, в том числе в бенефисах своей дочери и других актрис. Последняя достоверная информация о её выступлении на сцене относится к 1811 году (в «Барбаре Радзивиллувне» Венжина в Народном театре). Агнешка Трусколаская умерла в 1831 году в Варшаве.